# Luboš Matějů
Luboš Matějů (7. června 1976) je český orientační běžec. Mezi jeho největší úspěchy patří titul juniorského mistra světa ve štafetě, kterého dosáhl v roce 1996 na šampionátu v rumunské Baile Gavoře, a titul na mistrovství České republiky ve sprintu v roce 2006. Matějů je absolventem tehdejší Střední průmyslové školy zeměměřické v Praze (maturita v roce 1994).

## Sportovní kariéra

### Umístění na MČR
| Umístění na Mistrovství České republiky v orientačním běhu | Umístění na Mistrovství České republiky v orientačním běhu | Umístění na Mistrovství České republiky v orientačním běhu | Umístění na Mistrovství České republiky v orientačním běhu | Umístění na Mistrovství České republiky v orientačním běhu | Umístění na Mistrovství České republiky v orientačním běhu | Umístění na Mistrovství České republiky v orientačním běhu | Umístění na Mistrovství České republiky v orientačním běhu | Umístění na Mistrovství České republiky v orientačním běhu | Umístění na Mistrovství České republiky v orientačním běhu | Umístění na Mistrovství České republiky v orientačním běhu | Umístění na Mistrovství České republiky v orientačním běhu |
| Ročník                                                     | Kategorie                                                  | Klasická                                                   | Krátká                                                     | Sprint                                                     | Dlouhá                                                     | Noční                                                      | Ranking                                                    | Členství v klubu                                           | Štafety                                                    | Kluby                                                      | Sprint. štafety                                            |
| ---------------------------------------------------------- | ---------------------------------------------------------- | ---------------------------------------------------------- | ---------------------------------------------------------- | ---------------------------------------------------------- | ---------------------------------------------------------- | ---------------------------------------------------------- | ---------------------------------------------------------- | ---------------------------------------------------------- | ---------------------------------------------------------- | ---------------------------------------------------------- | ---------------------------------------------------------- |
| MČSR 1992                                                  | H15 – mladší dorostenci                                    | 4. místo                                                   |                                                            |                                                            |                                                            |                                                            |                                                            | SK Praga                                                   |                                                            |                                                            |                                                            |
| MČSR 1992                                                  | H15 (17) – dorostenci                                      |                                                            | 10. místo                                                  |                                                            |                                                            | SK Praga                                                   |                                                            |                                                            |                                                            |                                                            |                                                            |
| MČSR 1992                                                  | H17 – starší dorostenci                                    |                                                            |                                                            |                                                            |                                                            | SK Praga                                                   | 11. místo                                                  | 8. místo                                                   |                                                            |                                                            |                                                            |
| MČR 1993                                                   | H18 – starší dorostenci                                    | 10. místo                                                  | 24. místo                                                  | 7. místo                                                   | 3. místo                                                   | SK Praga                                                   | 1. místo                                                   | 5. místo                                                   |                                                            |                                                            |                                                            |
| MČR 1994                                                   | H18 – starší dorostenci                                    | 1. místo                                                   | 1. místo                                                   | 1. místo                                                   | 1. místo                                                   | SK Praga                                                   | 1. místo                                                   | 3. místo                                                   |                                                            |                                                            |                                                            |
| MČR 1995                                                   | H20 – junioři                                              | 3. místo                                                   | 1. místo                                                   | 2. místo                                                   |                                                            | USK Praha                                                  |                                                            |                                                            |                                                            |                                                            |                                                            |
| MČR 1995                                                   | H21 – muži                                                 |                                                            |                                                            |                                                            |                                                            | USK Praha                                                  | 5. místo                                                   | 7. místo                                                   |                                                            |                                                            |                                                            |
| MČR 1996                                                   | H20 – junioři                                              | 1. místo                                                   | 1. místo                                                   | 7. místo                                                   | 2. místo                                                   | USK Praha                                                  |                                                            |                                                            |                                                            |                                                            |                                                            |
| MČR 1996                                                   | H21 – muži                                                 |                                                            |                                                            |                                                            |                                                            | USK Praha                                                  | 5. místo                                                   |                                                            |                                                            |                                                            |                                                            |
| MČR 1997                                                   | H21 – muži                                                 | 7. místo                                                   | 25. místo                                                  | 3. místo                                                   |                                                            | USK Praha                                                  | 10. místo                                                  | 3. místo                                                   |                                                            |                                                            |                                                            |
| MČR 1998                                                   | H21 – muži                                                 | 20. místo                                                  |                                                            |                                                            |                                                            | USK Praha                                                  |                                                            |                                                            |                                                            |                                                            |                                                            |
| MČR 1999                                                   | H21 – muži                                                 | 12. místo                                                  | 8. místo                                                   | 3. místo                                                   | 18. místo                                                  |                                                            | 11. místo                                                  | USK Praha                                                  | 4. místo                                                   | 6. místo                                                   |                                                            |
| MČR 2000                                                   | H21 – muži                                                 | 17. místo                                                  | 17. místo                                                  | 9. místo                                                   |                                                            |                                                            | 17. místo                                                  | USK Praha                                                  | 2. místo                                                   | 2. místo                                                   |                                                            |
| MČR 2001                                                   | H21 – muži                                                 | 5. místo                                                   | 7. místo                                                   | 7. místo                                                   |                                                            |                                                            | 8. místo                                                   | Dukla Liberec                                              | 1. místo                                                   |                                                            |                                                            |
| MČR 2002                                                   | H21 – muži                                                 |                                                            | 7. místo                                                   | 3. místo                                                   |                                                            | 7. místo                                                   | 5. místo                                                   | SK Praga                                                   | 4. místo                                                   | 4. místo                                                   |                                                            |
| MČR 2003                                                   | H21 – muži                                                 | 34. místo                                                  |                                                            | 2. místo                                                   |                                                            |                                                            | 10. místo                                                  | SK Praga                                                   | 3. místo                                                   | 8. místo                                                   |                                                            |
| MČR 2004                                                   | H21 – muži                                                 |                                                            |                                                            | 41. místo                                                  | 5. místo                                                   | 4. místo                                                   | 19. místo                                                  | SK Praga                                                   | 9. místo                                                   | 4. místo                                                   |                                                            |
| MČR 2005                                                   | H21 – muži                                                 | 2. místo                                                   | 120. místo                                                 | 51. místo                                                  |                                                            |                                                            | 18. místo                                                  | SK Praga                                                   | 1. místo                                                   | 8. místo                                                   |                                                            |
| MČR 2006                                                   | H21 – muži                                                 | 4. místo                                                   | 28. místo                                                  | 1. místo                                                   |                                                            | 8. místo                                                   | 4. místo                                                   | SK Praga                                                   | 23. místo                                                  | 14. místo                                                  |                                                            |
| MČR 2007                                                   | H21 – muži                                                 | 27. místo                                                  | disk                                                       | 14. místo                                                  |                                                            | 17. místo                                                  | 8. místo                                                   | SK Praga                                                   | 1. místo                                                   | 9. místo                                                   |                                                            |
| MČR 2008                                                   | H21 – muži                                                 | 10. místo                                                  | 28. místo                                                  | 19. místo                                                  | 14. místo                                                  |                                                            | 20. místo                                                  | SK Praga                                                   | 1. místo                                                   | 6. místo                                                   |                                                            |
| MČR 2009                                                   | H21 – muži                                                 | 10. místo                                                  | 45. místo                                                  | 8. místo                                                   |                                                            |                                                            | 11. místo                                                  | SK Praga                                                   | 2. místo                                                   | 5. místo                                                   |                                                            |
| MČR 2010                                                   | H21 – muži                                                 | 17. místo                                                  | 11. místo                                                  | 15. místo                                                  |                                                            |                                                            | 15. místo                                                  | SK Praga                                                   | 1. místo                                                   | 1. místo                                                   |                                                            |
| MČR 2011                                                   | H21 – muži                                                 |                                                            |                                                            |                                                            |                                                            |                                                            | 51. místo                                                  | SK Praga                                                   |                                                            |                                                            |                                                            |
| MČR 2012                                                   | H21 – muži                                                 |                                                            | 83. místo                                                  |                                                            |                                                            | 62. místo                                                  | SK Praga                                                   |                                                            |                                                            |                                                            |                                                            |
| MČR 2013                                                   | H21 – muži                                                 |                                                            |                                                            |                                                            |                                                            | 242. místo                                                 | SK Praga                                                   |                                                            |                                                            |                                                            |                                                            |
| MČR 2014                                                   | H21 – muži                                                 |                                                            | 42. místo                                                  | 17. místo                                                  |                                                            | 33. místo                                                  | SK Praga                                                   | 11. místo                                                  | 1. místo                                                   | 18. místo                                                  |                                                            |
| MČR 2015                                                   | H21 – muži                                                 | 18. místo                                                  | 29. místo                                                  |                                                            |                                                            | 31. místo                                                  | SK Praga                                                   | 14. místo                                                  | 4. místo                                                   | 25. místo                                                  |                                                            |